# 城辺町 (愛媛県)
城辺町（じょうへんちょう）は、2004年9月まで愛媛県の南宇和郡に存在した町。
現在は平成の合併を経て愛南町となっている。愛南町のほぼ中央部に相当する。

## 地理
愛媛県の最南端でもある南宇和郡の中央に位置する。北に四国山地から分岐して東から西に走る篠山山脈を持って、北宇和郡津島町に接し、南は東西に長くひらけて太平洋に面している。西は市街地を御荘町に接し、郡内の主要公共施設は当町と御荘町とに集中している。東はゆるやかな山地で一本松町に接し、海岸線でわずかに高知県の宿毛市に接しているが、宿毛市への交通は専ら一本松町を貫通する国道56号によっている。
町名の由来
- 戦国時代、諏訪山に常盤城（亀城）が築かれ、これが「城辺」という地名の由来の一つとされる。

## 歴史
古代 - 中世
- 戦国時代、諏訪山に常盤城（亀城）が築かれていた。

藩政期
- 藩政期には宇和島藩の領地で御荘組に属し、22か浦を治める代官所が緑村におかれていた。

明治以降
- 1889年（明治22年）12月15日 - 町村制施行により南宇和郡城辺村が成立する。
- 1896年（明治29年）- 深浦港への南予運輸社の宇和島-宿毛-小筑紫航路の寄航始まる。
- 1906年（明治39年）- 深浦港への大阪商船の寄航始まる。南予運輸との競合始まる。太平洋戦争による船舶不足により、航路は順次廃止。
- 1923年（大正12年）2月11日 - 城辺村が町制施行し、城辺町となる。
- 1950年（昭和25年）3月21日 - 昭和天皇の戦後巡幸。城辺小学校校庭に城辺町奉迎場を設営し、昭和天皇を迎えた[1]。
- 1952年（昭和27年）9月1日 - 緑僧都村と合併し、新たに城辺町となる。
- 1956年（昭和31年）9月21日 - 東外海町と合併し、新たに城辺町となる。
- 1957年（昭和32年） - 深浦港の定期航路がすべて廃止される。
- 2004年（平成16年）10月1日 - 南宇和郡全体5か町村（御荘町、城辺町、西海町、一本松町、内海村）が合併し、愛南町が成立、自治体としての歴史を閉じた。

```
城辺町の系譜
（町村制実施以前の村）　（明治期）　　　　　　　　　（昭和の合併）　（平成の合併）
　　　　　　　　　　　　町村制施行時
緑　　━━━━┓　　　　　　　　　　　　昭和27年9月1日合併
　　　　　　　┣━━━緑僧都村━━━━━━━━┓
僧都　━━━━┛　　　　　　　　　あ　　　　　┃　昭和31年9月21日合併
城辺　　━━━━━━━城辺村━━━城辺町━━━┻━━━┳━━━━━━┓
東外海浦━━━━━━━東外海村━━━━━東外海町━━━┛　　　　　　┃
　　　　　　　　　　　　　　　　　　　　　い　　　　　　　　　　　　┃
　　　　　　　　　　　　　　　　　　　　　内海村━━━━━━━━━━┫平成16年10月1日
　　　　　　　　　　　　　　　　　　　　　御荘町━━━━━━━━━━┫　新設合併
　　　　　　　　　　　　　　　　　　　　　一本松町━━━━━━━━━╋━愛南町
　　　　　　　　　　　　　　　　　　　　　西海町　━━━━━━━━━┛

あ　大正12年2月11日、町制施行「城辺町」となる。
い　昭和27年4月1日、町制施行「東外海町」となる。
（注記）内海村他の合併以前の系譜はそれぞれの町村の記事を参照のこと。

```

## 地域
城辺村には大字はなかった。緑僧都村との合併時、3大字を継承。1956年の東外海村との合併と同時に、大字を廃止。15字となる。
僧都（そうず）、緑（みどり）、城辺（じょうへん）、蓮乗寺（れんじょうじ）、脇本（わきもと）、中玉（なかたま）、大浜（おおはま）、柿ノ浦（かきのうら）、敦盛（あつもり）、岩水（いわみず）、垣内（かきうち）、深浦（ふかうら）、鯆越（いるかごえ）、古月（ふるつき）、久良（ひさよし）
なお、平成の大合併により愛南町となってからの地名表記は、城辺町を愛南町に置き換えることで対応している。ただし、「甲」「乙」のみ、「城辺甲」、「城辺乙」とする。
例　城辺町僧都 → 愛南町僧都　、　城辺町甲 → 愛南町城辺甲

## 教育
町内に高等学校はない。ただし、愛媛県立南宇和高等学校の敷地の一部が町内に存在する。

## 交通

### 鉄道
町内に鉄道はない。

### 道路
- 国道
  - 国道56号
- 県道
  - 高知県道・愛媛県道7号宿毛城辺線
  - 愛媛県道34号城辺高茂岬線
  - 愛媛県道46号宇和島城辺線

## 出身著名人
- 二神駿吉（衆議院議員）